# Nala and Damayanti (film, 1920)
Pour plus de détails, voir Fiche technique et Distribution.
Nala and Damayanti est un film mythologique indien réalisé par Eugenio De Liguoro en 1920. Ce film à gros budget est l'adaptation cinématographique d'une pièce de théâtre basée sur un épisode du Mahabharata bien connu du public indien. L'histoire qui oppose les humains aux dieux est l'occasion de montrer des effets spéciaux spectaculaires, ce qui constitue un des principaux arguments publicitaires du film à sa sortie. 
Nala and Damayanti est le premier long-métrage du studio Madan Theatres de Calcutta, présentant Patience Cooper pour la première fois à l'écran. Elle deviendra une des toutes premières vedettes féminines du cinéma indien.

## Synopsis
Le film tout comme le scénario original de Tulsi Dutt Shaida sont probablement perdus. Les critiques, les publicités de l'époque ainsi que le nom des personnages, ne laissent cependant pas de doute sur le fait que Nala and Damayanti soit une adaptation fidèle du célèbre passage généralement nommé « L'histoire de Nala » dans le Vana Parva, aussi connu sous le nom de Livre de la Forêt, le troisième livre du Mahabharata. Il commence comme ce qui suit :
Il y avait au royaume de Nishadha un prince nommé Nala (Kaikushru Adajania) paré de toutes les qualités. À quelque distance de là, le royaume de Vidarbha était dirigé par le bon roi Bheem (Isaac Simon) qui avait une fille d'une beauté incomparable, Damayanti (Patience Cooper). Les échos de la beauté de Damayanti étaient parvenus jusqu'à Nala, et ceux de la beauté de Nala jusqu'à Damayanti. Ils s'aimaient déjà sans se connaître ni même s'être jamais vus. 
Un jour, Nala se promène dans un bois lorsqu'un cygne se pose près de lui. L'oiseau lui propose de révéler ses sentiments à Damayanti. Le prince laisse partir le messager qui vole apprendre à la princesse ce qu'il éprouve pour elle. Cette nouvelle plonge Damayanti dans une langueur qui inquiète le roi Bheem son père. Dans l'espoir de la guérir, il organise un svayamvara, une cérémonie au cours de laquelle sa fille pourra choisir son époux.
Tous les princes du monde se précipitent au palais du roi Bheem afin de gagner la main de la belle Damayanti. Les dieux, subjugués par la beauté de la princesse, veulent également concourir. Nala est en chemin lorsque le dieu Indra (Reva Shankar) lui demande de renoncer. Arrivé au palais du roi Bheem, Nala, se soumettant à la volonté divine, tente de convaincre Damayanti d'épouser un dieu. Mais Damayanti ne se résigne pas, bien décidée à choisir son prince bien-aimé. Le jour du svayamvara, les quatre dieux Indra, Agni, Varuna et Yama, sûr de leur droit, prennent l'apparence de Nala. Damayanti se retrouve alors en face de cinq « Nala » identiques. Troublée, elle remarque cependant que quatre des cinq « Nala » n'ont pas d'ombre. Elle découvre ainsi « son Nala » et les dieux, beaux joueurs, les laissent se marier d'un cœur joyeux.   
Nala et Damayanti vont s'installer au palais du royaume de Nishadha. Nala devient roi et le couple a deux merveilleux enfants prénommés en l'honneur d'Indra. Ils sont heureux. Mais ce bonheur irrite Pushkar (Eugenio De Liguoro), le frère cadet de Nala qui le jalouse. Il attire aussi les foudres du démon Kali (Khorshidji Bilimoria) qui aurait aimé lui aussi se marier avec Damayanti et ne peut supporter qu'un mortel ait conquis sa main.  
Un soir, Nala joue avec sa fille au point d'en oublier l'heure des prières. Indra, courroucé, cesse alors de le protéger. Pushkar en profite pour attirer son frère dans une partie de dés où avec l'aide de Kali et du mauvais génie Dwapāra (Khorshidji Engineer), il dépouille Nala de tous ces biens et le chasse du royaume. Nala et Damayanti s'enfuient presque nus dans la forêt. Désespéré et honteux, Nala part au milieu de la nuit abandonnant Damayanti endormie dans l'espoir qu'elle rejoigne au matin le royaume de son père. Elle se réveille, il n'est plus là... 

## Fiche technique
- Titre : Nala and Damayanti
- Réalisation : Eugenio De Liguoro[note 3]
- Scénario : Tulsi Dutt Shaida d'après le Livre de la Forêt, le troisième livre du Mahabharata
- Prise de vue : Eugenio De Liguoro
- Production : Eugenio De Liguoro
- Sociétés de production : Madan Theatres
- Pays d'origine :  Raj britannique
- Format : Noir et blanc - Muet
- Genre : Film mythologique
- Durée : approx. 150 minutes (10 bobines totalisant 10 000 pieds soit 3 048 m[4],[note 4])
- Dates de sortie[note 5]: 
  -  Raj britannique : janvier 1921 (Première à l'Empress Theatre à Bombay)[5]
  -  Raj britannique : 26 novembre 1921 (Première au Russa Theatre à Calcutta)[3]

## Distribution
- Patience Cooper : la princesse Damayanti
- Kaikushru Adajania : le roi Nala
- Khorshedji Bilimoria : le dieu Kali
- Khorshedji Engineer : Dwapāra, le mauvais génie
- Eugenio De Liguoro : Pushkar, le frère de Nala
- Dadibhai Sarkari : Karkotaka, le nāga
- Signor P. Manelli : l'ami de Pushkar
- Master Mohan : Bidushak
- Manchersha Chapgar : Yudhisthir / le vieil homme / le chasseur
- Master Bubla : Nârada, un ascète messager des dieux
- Isaac Simon : le roi Bheem, père de Damayanti
- Reva Shankar : le dieu Indra
- Signorina Albertini : une danseuse
- Signorina F. Manelli

## Production
L'histoire du roi Nala et de la princesse Damayanti est un classique du répertoire théâtral indien depuis la fin du XIXe siècle. Elle a ainsi été représentée en hindi en décembre 1918 sur la scène du Corinthian Theatre de Calcutta dans une version très aboutie comprenant de nombreux effets scéniques,. J.F. Madan qui possédait le théâtre, la troupe et les droits de la pièce de Tulsi Dutt Shaida, choisi en 1920 d'adapter ce mythe au cinéma pour ce qui sera son troisième long-métrage, le premier sous la bannière de sa nouvelle société de production Madan Theatres.      
La distribution est composée en grande partie d'acteurs de sa compagnie tels que Patience Cooper, Kaikushru Adajania, Khorshid Bilimoria ou Master Mohan par exemple. Il fait aussi appel à des talents italiens comme le couple Manelli ou Signorina Albertini, et surtout à Eugenio De Liguoro qui officie en tant qu'acteur, réalisateur, cameraman et producteur. Ce dernier avait réalisé en Italie un film deux ans auparavant, une fantaisie orientaliste titrée Fascino d'Oro, aussi connue sous le nom de L'arabo felice. Il avait également été acteur et était le fils de Giuseppe De Liguoro, un réalisateur de films à grand spectacle pour lequel il avait tourné.     
L'histoire, qui fait la part belle à l'intervention des dieux, se prête bien à une mise en scène spectaculaire. Les publicités vantent ainsi des effets spéciaux grandioses comme la montée de Nala aux cieux, la métamorphose des dieux en Nala, la transformation de Kali en serpent ou plus simplement l'apparition du cygne en messager de l'amour. Le film est techniquement supérieur à tout ce qui a avait été réalisé en Inde précédemment, et produit avec ce que seules les ressources de Madan Theatres pouvaient permettre à l'époque. Il est aussi promu à grande échelle comme une super-production hollywoodienne. Il est cependant tourné en partie sur la scène du Corinthian Theatre et utilise pour les extérieurs des lieux incongrus comme la fontaine vénitienne du palais de marbre de Calcutta.

## Accueil
Le public se précipite pour profiter de la magie des effets spéciaux et le succès commercial annoncé ne se dément pas. La presse est élogieuse. Ainsi The Times of India vante avec fierté la qualité technique à même de concurrencer les films occidentaux et ajoute que les Indiens, comme les Anglais, ont été captivés par cette grande épopée indienne malgré sa durée.